# Дрюченко Артем Миколайович
Арте́м Микола́йович Дрюченко — старший солдат Збройних сил України.

## Життєпис
Навчався в Аджамській середній школі, закінчив 2009 року. Старший солдат 3-го окремого полку спеціального призначення. Захисник Донецького аеропорту, 13 вересня зазнав поранення в шию, перебував на реабілітації в медичному закладі Кіровограда.
Про поранення дізналися педагоги та учні Аджамської школи, почали проводити заходи для збору коштів на лікування, певну суму вдалося зібрати на благодійному ярмарку «Прийди! Купи! Допоможи!».
В третій декаді жовтня 2014-го відбув на схід України для продовження несення служби.

## Нагороди
- 6 жовтня 2014 року — за особисту мужність і героїзм, виявлені у захисті державного суверенітету та територіальної цілісності України, вірність військовій присязі під час російсько-української війни, відзначений — нагороджений орденом «За мужність» III ступеня.